# Протока Катерини
Протока Катерини (рос. Пролив Екатерины, яп. 国後水道, кириліз.: Кунасірі-суйдо) — протока Курильських островів, що розмежовує острів Кунашир на півдні від остова Ітурупа на півночі. З'єднує Охотське море та Тихий океан. Одна із найбільших проток Курильської гряди. Названа у 1811 році Василем Головіним на честь корабля «Катерина», на якому російське посольство на чолі з Адамом Лаксманом подорожувало до Японії 1792 року.
Де-факто по протоці проходить межа між Южно-Курильським та Курильським міськими округами Сахалінської області Російської Федерації. Японія відносить протоку до акваторії округу Немуро префектури Хоккайдо.
Ширина понад 22 км, глибина 150—500 м. З лютого по травень забита плавучими льодами, що приносяться з північної частини Охотського моря.